# Petrizzi
Petrizzi község (comune) Olaszország Calabria régiójában, Catanzaro megyében.

## Fekvése
A megye déli részén fekszik. Határai: Argusto, Centrache, Chiaravalle Centrale, Gagliato, Montepaone, Olivadi, San Vito sullo Ionio, Satriano és Soverato.

## Története
A 14-15. században alapították. A 19. század elején vált önálló községgé, amikor a Nápolyi Királyságban felszámolták a feudalizmust.

## Népessége
A népesség számának alakulása:

## Főbb látnivalói
- Maria S.S. della Pietra-katedrális
- S.S. Trinità-templom